# マイン＝シュペッサルト線
マイン＝シュペッサルト線 (マイン＝シュペッサルトせん、ドイツ語; Main-Spessart-Bahn) はバイエルン州ウンターフランケン行政管区のヴュルツブルク中央駅とアシャッフェンブルク中央駅を結ぶ鉄道路線である。この路線はフランクフルト - アシャッフェンブルク線と共にライン＝マインの大都市圏とウンターフランケン中心都市のヴュルツブルクを結び、ニュルンベルクやミュンヘンまでの鉄道路線と連結されるため、遠距離交通と貨物輸送の部分に重要な意味を持つ。名前はマイン川とシュペッサルトの森から由来する。

## 沿線概況
列車はヴュルツブルク中央駅を出発して、2004年レイルリオン (Railion、現在DB Cargo) によって廃止された操車場を通過する。ファイツホェヒハイム駅の直前でハノーファー-ヴュルツブルク高速線が高架橋で交差する。この路線はマイン川に沿って続き、右側には国道27号 (Bundesstraße 27) が部分的に緊密に並行している。ヴェルン谷線はヴェルンフェルトでこの路線と合流するが、ゲーミュンデン駅まで接続しない。
マイン川はゲーミュンデンでは180度近くの曲線で流れる。この路線も同じくマイン川と並んで曲がり、もう一度高速線と交差する。ゲーミュンデン駅ではゲーミュンデン-エベンハウゼン線とフリーデン-ゲーミュンデン線が分岐する。
ロール駅の東側にあるナンテンバッハ分岐点にはナンテンバッハ連結線 (Nantenbacher Kurve) が接続し、ヴュルツブルク-ハノヴァー高速線とロールハイム信号場で合流する。この連結線を通じてIC、ICE列車はヴュルツブルク方向に走り、運行時間を短縮するのが可能である。列車がロール駅到着の前にシュペッサルトの森に入る。
ロール駅からハイゲンブリュケン駅までは上り坂が20 km続いている。2017年6月まで列車は長さ926 mのシュヴァルツコプフ・トンネルと平均傾斜率19 ‰のシュペッサルト上り坂 (Spessartrampe) を通過した。ホェスバッハ駅の直前にアウトバーン3号線がこの路線と立体交差する。アシャフェンブルク中央駅にはkm表示が変わる。それはアシャフェンブルク以北の区間がバイエルンに属しない鉄道会社に管理された時代の遺産である。

## 歴史

### ルートヴィヒ西部鉄道
1846年5月23日バイエルン議会は王立バイエルン鉄道の幹線路線としてルートヴィヒ西部鉄道 (Ludwigs-Westbahn) の建設の法律案を議決した。西部鉄道はその法令によって、コンセッション方式で建設された。1854年10月1日バンベルクからヴュルツブルク経由でヘッセン国境まで至る鉄道線が開通した。 

### ドイツ国営鉄道時代
第二次世界大戦の期間にはマイン＝シュペッサルト線は重要な輸送経路だけではなく、聯合軍空中爆撃の標的であった。

### ドイツ連邦鉄道時代
1954年10月10日からヴュルツブルク - ファイツホェヒハイム区間の電化が始まって、1957年9月26日全区間の電化は完了した。その時から補助機関車が必要な場合は減少した。1970年夏の通行量は一日当たり365列車編ですごく緊迫した。
ハノーヴァー - ヴュルツブルク高速線の計画と関連して、連邦鉄道は「鉄道網改修プログラム1970」で「アシャフェンブルク - ヴュルツブルク補助線」という新線建設案を出した。新線はゲミュンデン - ヴュルツブルク区間の過度な通行量を分散するべしだった。ドイツ連邦交通計画1973の内容ではヴュルツブルク - アシャッフェンブルク高速線が含まれた。しかし、その計画はシュペッサルト森の毀損を怖れた自然保護団体の反対にぶつかって、連邦鉄道は計画を断念した。
ドイツ連邦交通計画1980では高速線新設の代わりにアシャッフェンブルク - ゲミュンデン区間の改修工事が企画されていた。1980年2月25日ハノーヴァー - ヴュルツブルク高速線プロジェクトグループはシャッフェンブルク - ゲミュンデン区間の改良工事を促進するオーダーを受けた。その課業の内容はシュペッサルト上り坂の領域にトンネルを新設する以外にナンテンバッハ連結線を建設することであった。1982年の計画案はアシャッフェンブルク - ゲーミュンデン区間中約37.6km区間を連続列車制御装置で、最高200 km/hで走行できるよう、改良することであった。他の文献によれば、ナンテンバッハ連結線とシュヴァルツコプフトンネル西側の迂回経路建設は改修プロジェクトとして計画された。新線はホェスバッハの南側を経てヴィースタールで既存線路と合流することになった。工事区間は総28 km、200 km/hで走行可能で、七つのトンネルが建設されることになった。1983年春にラウフアッハ谷の活動家団体が結成され、新線建設に反対する運動を起こした。ドイツ連邦交通計画1985ではゲーミュンデン - アシャッフェンブルク区間の改修はまだ計画中の状態であった。

### ドイツ鉄道時代
2002年ハーナウ - ヴュルツブルク新線建設および改修プロジェクトに関する地域社会影響評価 (Raumempfindlichkeitsprüfung) の結果、ハイゲンブリュッケン東側の直線化は森の地帯に非常に高い影響を与えるため排除された。葛藤の少ない解決策を見つけるのはまだで不可能であった。
2006年8月28日連邦交通・建設・都市開発省は少ない建設費用と最高速度の向上の目的でラウフアッハ - ハイゲンブリュッケン区間の移設を決定した。建設会社のコンソーシアムへオーダーが与えられた後、2013年夏に土木工事が始まった。2017年6月19日ラウフアッハ - ハイゲンブリュッケン区間が移設されて、マイン＝シュペッサルト線の路線距離は約500 mずつ短縮された。

### 年表
- 1846年3月23日; バイエルン議会はルートヴィヒ西部線建設を議決する。
- 1854年10月1日; ルードヴィック西部線のヴュルツブルク - バイエルン国境線間開通。
- 1954年10月10日; ヴュルツブルク - ファイツホェヒハイム間が電化される。
- 1957年9月26日; 全区間電化。
- 2017年6月19日; ハイゲンブリュケン - ラウファッハ間の新線が開通して、同時にハイゲンブリュケン駅は移転される。

## ナンテンバッハ連結線

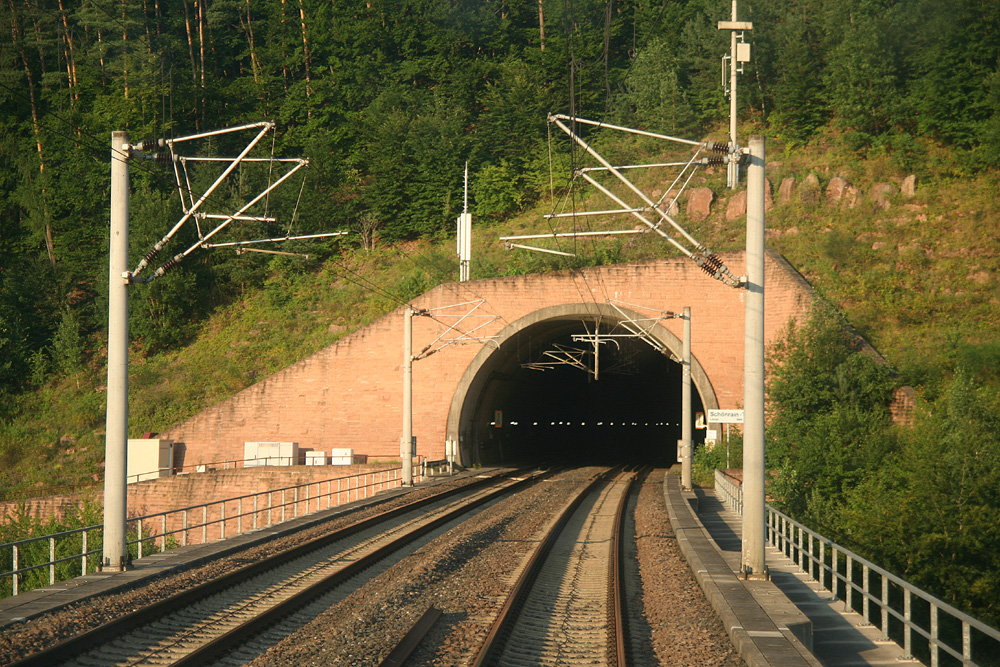
ショェンライントンネルの北側入口

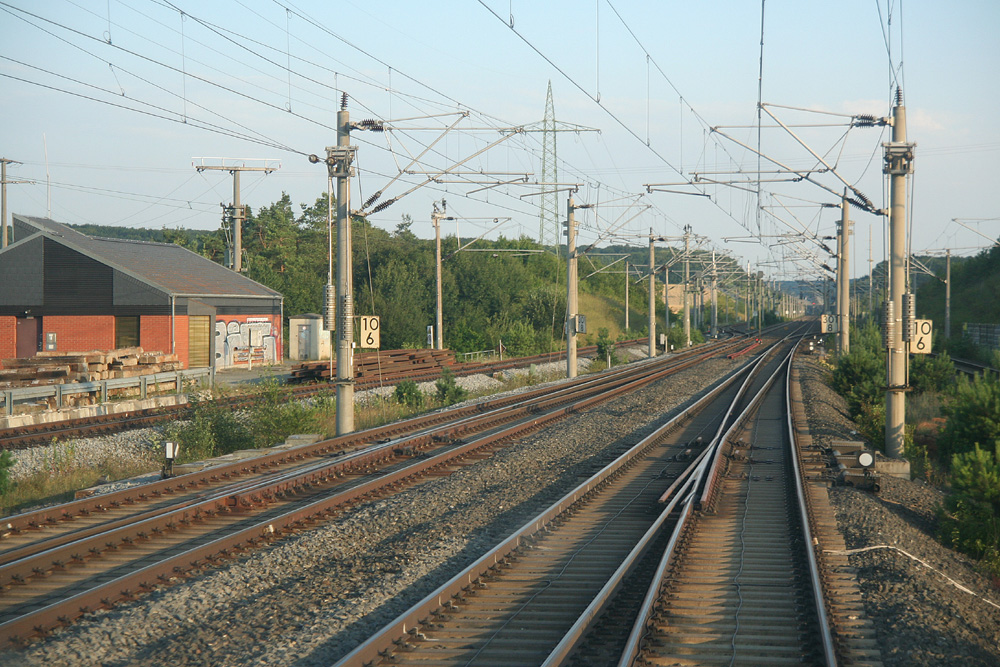
ロールバッハ信号場の高速用分岐器

ナンテンバッハ連結線はマイン＝シュペッサルト線とハノーヴァー - ヴュルツブルク高速線を結ぶ高速列車用連結線である。連結線はマイン＝シュペッサルト郡ノイエンドルフ町で分岐しロールバッハ信号場で高速線に合流する。路線距離は11.3 kmで、全区間複線で電車線と連続列車制御装置が設備されている。連結線は多い人工構造構造物の印象を与えて、マイン谷の鉄道橋、高速線のミュールベルクトンネルと交差するショェンライントンネル、残りの三つのトンネルと構成されている。連結線はシュペッサルト自然公園の中にある。
最大傾斜率は12.5 ‰、最小曲率半径は2650 m、レールの間隔は4.70 mである。許容速度は200 km/hで、列車は分岐器によって在来線へ最大150 km/hで進入できる。ハノーヴァーからの高速線と合流地点では200 km/hの可能な分岐器が特徴である。
ハノーファー - ヴュルツブルク高速線と連結するナンテンバッハ連結線の建設計画は1975年9月導入された。建設許可は1978年6月連邦交通省によって鉄道法14条3項の根拠で与えられた。1988年夏フルダー - ヴュルツブルク区間が開業されたとき、連結線用の分岐線路と信号機が準備されていた。
ナンテンバッハ連結線の建設は1990年3月 (他の文献では1991年5月) に始まった。トンネルの施工では新オーストリアトンネル工法が応用されて、トンネルの長い排水路は必要なかった。連結線建設と同時に国道26号の経路変更が計画され、その道路は移設された。建設費は1991年約3億3000万マルクと算定された。1994年6月連結線は開通して、過去のハーナウ - ロールバッハ区間の改修プロジェクトは一旦完成された。

## 運行形態

### 遠距離輸送

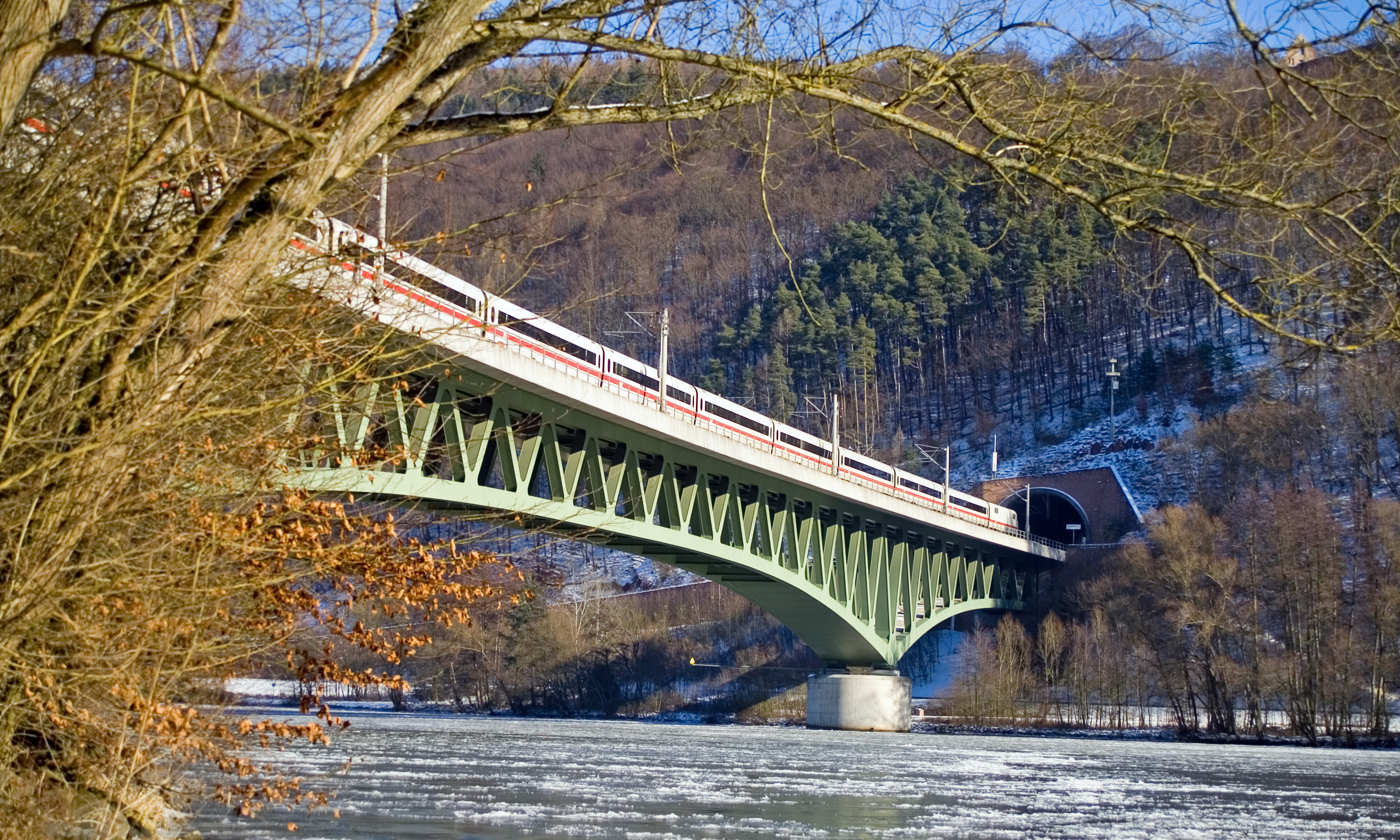
ナンテンバッハ連結線上のICE列車

ナンテンバッハ分岐点とハーナウ中央駅の間にICE列車だけではなく、快速列車や普通列車も運行されている。2014年12月までは高速線を経由する代わりにゲミュンデン駅に停車するIC列車も存在した。ミュンヘン - ルール地方間を往復するICE列車は最初は2時間間隔で運行されたが、2006年12月以来本列車が一時間に一本通行する。その上、パッサウからこの路線を経由してドルトムントにど着する優等列車も二時間間隔で運行されたことがある。2007年12月ウィーン - フランクフルト間のICE路線がオーストリア連邦鉄道の協力で実現された。高速線を利用することができない場合、高速列車がこの路線を通じてゲーミュンデン駅を経由するのも可能である。
- ICE 41; (ドルトムント -) エッセン - ケルン・メッセ＝ドイツ - フランクフルト（マイン）- アシャフェンブルク - ヴュルツブルク - ニュルンベルク - ミュンヘン。60分間隔。
- ICE 91; (ハンブルク - ブレーメン - オスナーブリュク - ニュンスター - ドルトムント - ハーゲン - ヴッパータール - ゾリンゲン - ケルン - ボン - コブレンツ - マインツ - フランクフルト国際空港 -) フランクフルト（マイン）- ハーナウ - ヴュルツブルク - ニュルンベルク - レーゲンスブルク - パッサウ - リンツ - 聖ポェルテン - ウィーン。120分間隔。

### 地域輸送

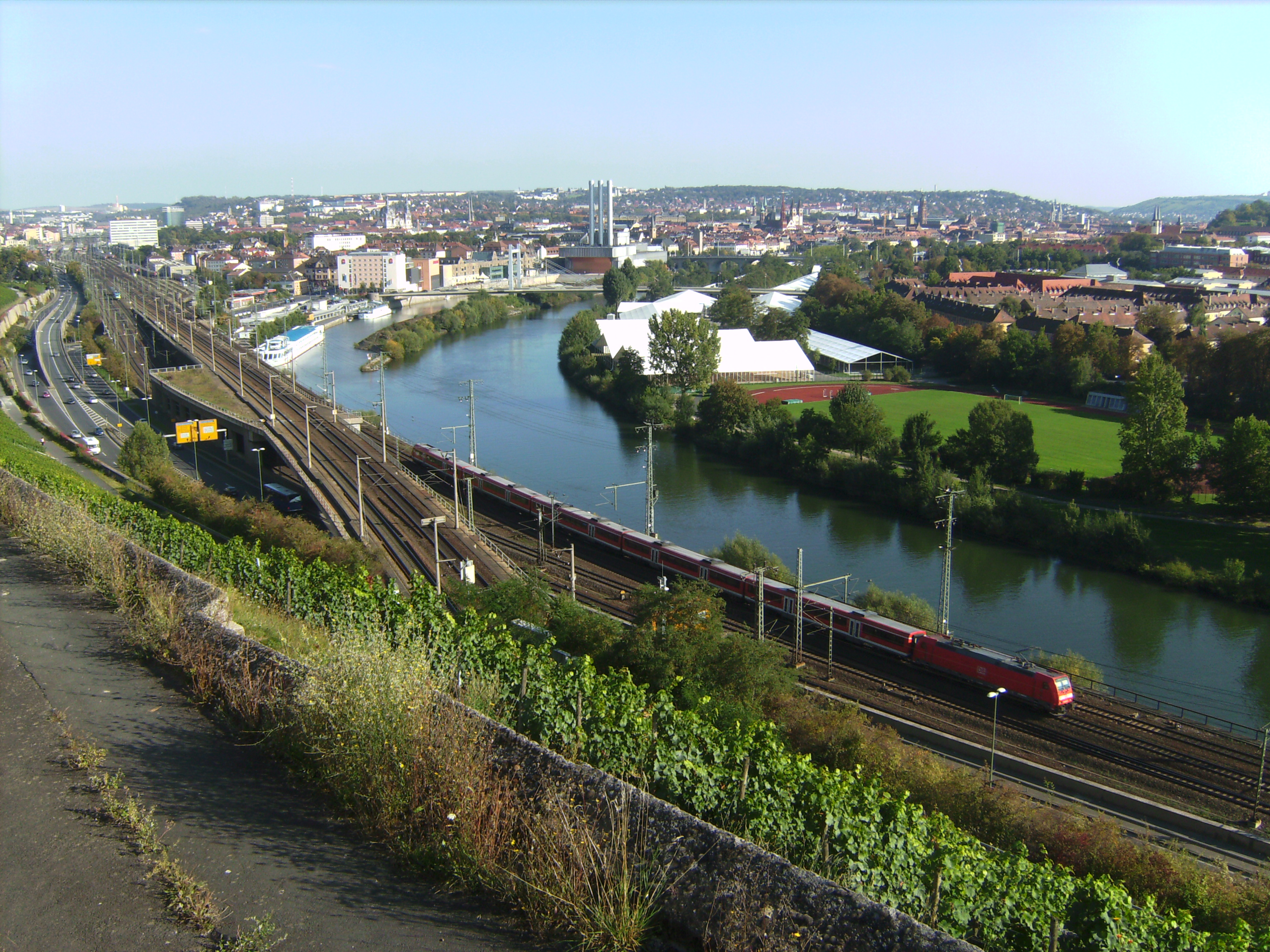
ヴュルツブルク中央駅に到着する快速列車

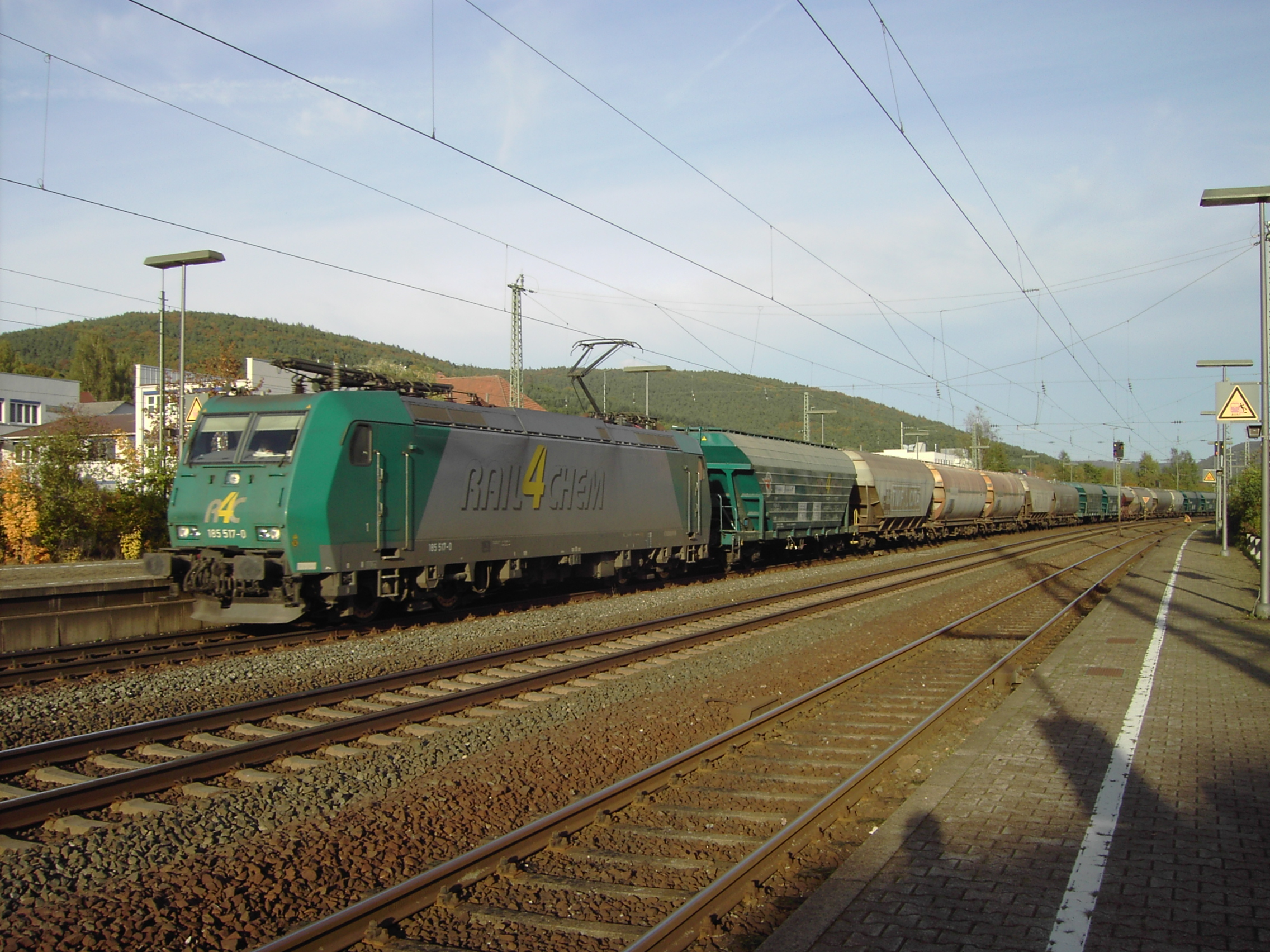
ロール駅を通過する貨物列車

地域部門にはフランクフルト - ヴュルツブルク間快速列車が一時間に一本通行する。2006年12月からこの路線はヴュルツブルク - ニュルンベルク間の快速列車路線と分離されている。ヴュルツブルク - ヴィースタール間はマイン＝フランケン近郊交通（Nahvehrkehr Main-franken, NVM）の運賃制適用区間である。ハイゲンブリュケン - アシャフェンブルク間は運送会社バイエルン・ウンターマイン（Vehrkehrsgemeinschaft am Bayerischen Untermain, VAB）の管轄下にある。VABの区域はほとんどRMVの遷移区域（Übergangsgebiet）で、RMV遷移区域とVAB区域の間に一つの切符で列車を利用するのが可能である。
- 快速列車 (RE 54) ; フランクフルト（マイン） - フランクフルト南駅 - マインタール東駅 - ハーナウ - カール - アシャフェンブルク - ハイゲンブリュケン - ヴィースタール - パルテンシュタイン - ロール - ランゲンプロツェルテン - ゲーミュンデン - カールシュタット（マイン）- レツバッハ＝ツェリンゲン - ヴュルツブルク - シュヴァインフルト - バンベルク。120分間隔[19]。使用車両はDB445形二階建て電車。過去には111形或は146形電気機関車の牽引でモードゥス客車と二階建て客車が使われた。

- 快速列車 (RE 55) ; フランクフルト（マイン） - フランクフルト南駅 - オフェンバッハ - ハーナウ - カール（マイン） – アシャフェンブルク – ハイゲンブリュケン - ヴィースタール - パルテンシュタイン - ロール - ランゲンプロツェルテン - ゲーミュンデン（マイン） - カールシュタット（マイン）- レツバッハ＝ツェリンゲン - ヴュルツブルク（– シュヴァインフルト - バンベルク）。120分間隔。使用車両はRE54と同じ。

- 普通列車 (RB 53) ; （バンベルク - ハースフルト -）シュヴァインフルト - ヴュルツブルク - ツェル - ヴァイツホェヒハイム - トュンガースハイム - レツバッハ＝ツェリンゲン - ヒンメルシュタット - カールシュタット（マイン） - ヴェルンフェルト - ゲーミュンデン - ヨッサ（- シュリヒテルン）。60分間隔。使用車両はDB440形電車。

- 普通列車 (RB 58): ラウフアッハ - ホェスバッハ - アシャフェンブルク - クラインオーストハイム - カール（マイン） - ハーナウ - マインタール - フランクフルト南駅 - フランクフルト空港遠距離駅 - リュッセルスハイム・オッペル工場駅。60分ごとに運行。ヘッセン地方鉄道運営[20]。使用車両はコラディア・コンチネンタル。

- 普通列車 (RB 79): アシャフェンブルク - ラウフアッハ - ハイゲンブリュケン - ヴィースタール - パルテンシュタイン - ロール - ランゲンプロツェルテン - ゲーミュンデン（マイン）。通勤時間運行。使用車両はDB425形電車。